# Goldisthal
Goldisthal is een gemeente in de Duitse deelstaat Thüringen, en maakt deel uit van de Landkreis Sonneberg.
Goldisthal telt 367 inwoners.
Bachfeld · Föritztal · Frankenblick · Goldisthal · Lauscha · Neuhaus am Rennweg · Schalkau · Sonneberg · Steinach